# Protorthodes curtica
Protorthodes curtica är en fjärilsart som beskrevs av Smith 1890. Protorthodes curtica ingår i släktet Protorthodes och familjen nattflyn. Inga underarter finns listade i Catalogue of Life.